# Aulesburg
Die Aulesburg (auch Aulisburg) ist eine abgegangene kleine Höhenburg auf 463 m ü. NN etwa einen Kilometer westlich von Haina-Löhlbach im Landkreis Waldeck-Frankenberg.

## Beschreibung
Sie befand sich in etwa 100 Meter Höhe auf einem Felssporn des Ebelsbergs (514 m) oberhalb der Schweinfe im Wald und gehörte damit zum Typus der Spornburgen. Erhalten sind nur noch sehr wenige Mauerreste und zwei Gräben. Man nimmt an, dass an dieser Stelle ursprünglich eine karolingische Burganlage zur Kontrolle einer vorbeiführenden alten Straße lag.
1140 erstmals erwähnt, übergaben Graf Poppo I. von Reichenbach und sein Schwiegersohn Volkwin II. von Schwalenberg die Anlage mitsamt der zugehörigen Siedlung den Benediktinern zwecks Gründung eines Klosters auf der „Aulisburg“.  Da dies nur schleppend voranging, übertrugen sie schon 1140 den Besitz an die Zisterzienser der Abtei Kamp im Rheinland. Die Mönche versuchten lange vergeblich, das Kloster an dieser Stelle auf eine tragfähige Basis zu stellen.  Um 1188 gaben diese die Burg wegen der ungünstigen Lebensbedingungen, aber wohl auch wegen Streitigkeiten um die Vogteirechte, auf. Um 1214 verlegten sie ihre Niederlassung in den milderen Talkessel an der Wohra am Südwesthang des Kellerwalds, wo sie mit aus dem Kloster Altenberg bei Köln gekommenen Zisterziensern das Kloster Haina anlegten.